# Mesotype lineolata
Mesotype lineolata är en fjärilsart som beskrevs av Ignaz Schiffermüller 1775. Mesotype lineolata ingår i släktet Mesotype och familjen mätare. Inga underarter finns listade i Catalogue of Life.